# Матерн от Милано
Свети Матерн от Милано е епископ на Милано от края на III – началото на IV век.
Назначен е за епископ чрез публична акламация през 295. Преживява Диоклециановото гонение през ранния 4 век, а след това живее мирен живот.